# Artrite mutilante
Per  artrite mutilante  in campo medico, si intende una delle forme più distruttive di artrite, essendo generalmente un'evoluzione di alcune tipologie di esse, quali l'artrite psoriasica e in quella reumatoide.
La presenza di tale condizione comporta deformità articolari e la distruzione delle ossa coinvolte, generalmente infatti viene accompagnato da osteolisi.